# 花灯剧

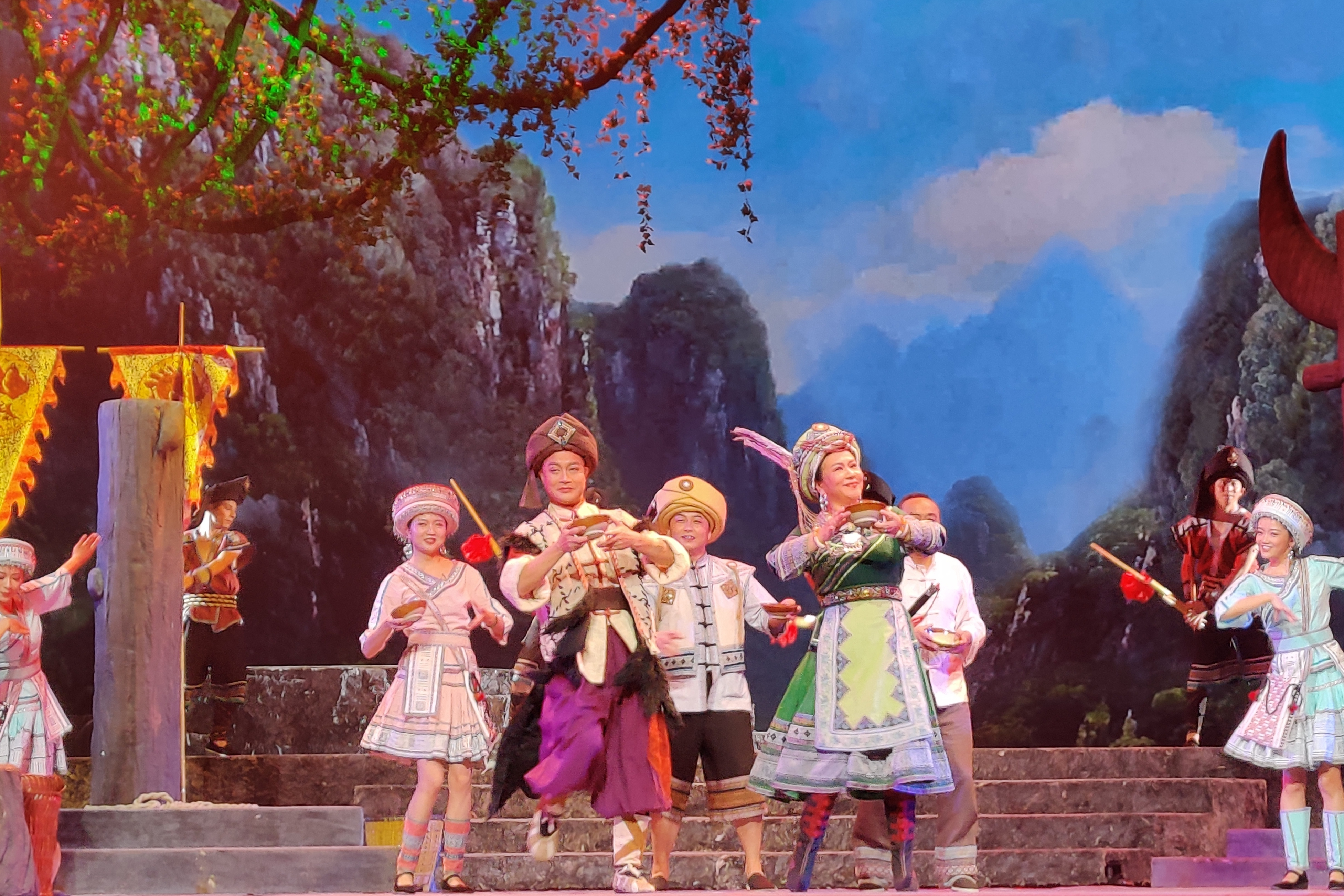
云南花灯剧《省委书记王德三》

花灯剧，是云南、贵州等地特有的艺术表演形式。

## 概述
其流行于云南全省，兼及四川、贵州的一些地区，是一种在民间歌舞的基础上形成的戏曲剧种。约在清乾隆前后发展而成，现仍以歌舞表演为主，表演灵活生动。其在表演上与陕北地区的扭秧歌、东北地区的二人转类似。